# Liberia (miasto w Kostaryce)
Liberia – miasto w Kostaryce, ośrodek administracyjny prowincji Guanacaste. Położone u podnóża pasma Cordillera de Guanacaste, w odległości 234 km na północny zachód od stolicy kraju San José. Ludność: około 66,1 tys. (2013) - trzecie co do wielkości miasto kraju.
Liberia posiada międzynarodowy port lotniczy Daniel Oduber, drugi pod względem wielkości po lotnisku Juan Santamaría pod San José. Miasto położone jest przy Drodze Panamerykańskiej.
Niedaleko od miasta znajduje się park narodowy Rincón de la Vieja, gdzie można podziwiać liczne gorące źródła i wodospady.